# L'amica della signora Maigret
L'amica della signora Maigret (titolo originale francese L'amie de Madame Maigret) è un romanzo di Georges Simenon con protagonista il Commissario Maigret.
Il romanzo è stato scritto a Carmel-by-the-Sea, California (USA dal 13 al 22 dicembre 1949, apparso per la prima volta in Francia il 31 maggio dell'anno successivo, pubblicato dall'editore Presses de la Cité
È il trentaquattresimo romanzo dedicato al celebre commissario. È il primo romanzo in cui appare il giovane ispettore Lapointe. La signora Maigret, devota moglie del commissario, veste i panni dell'investigatore.

## Trama

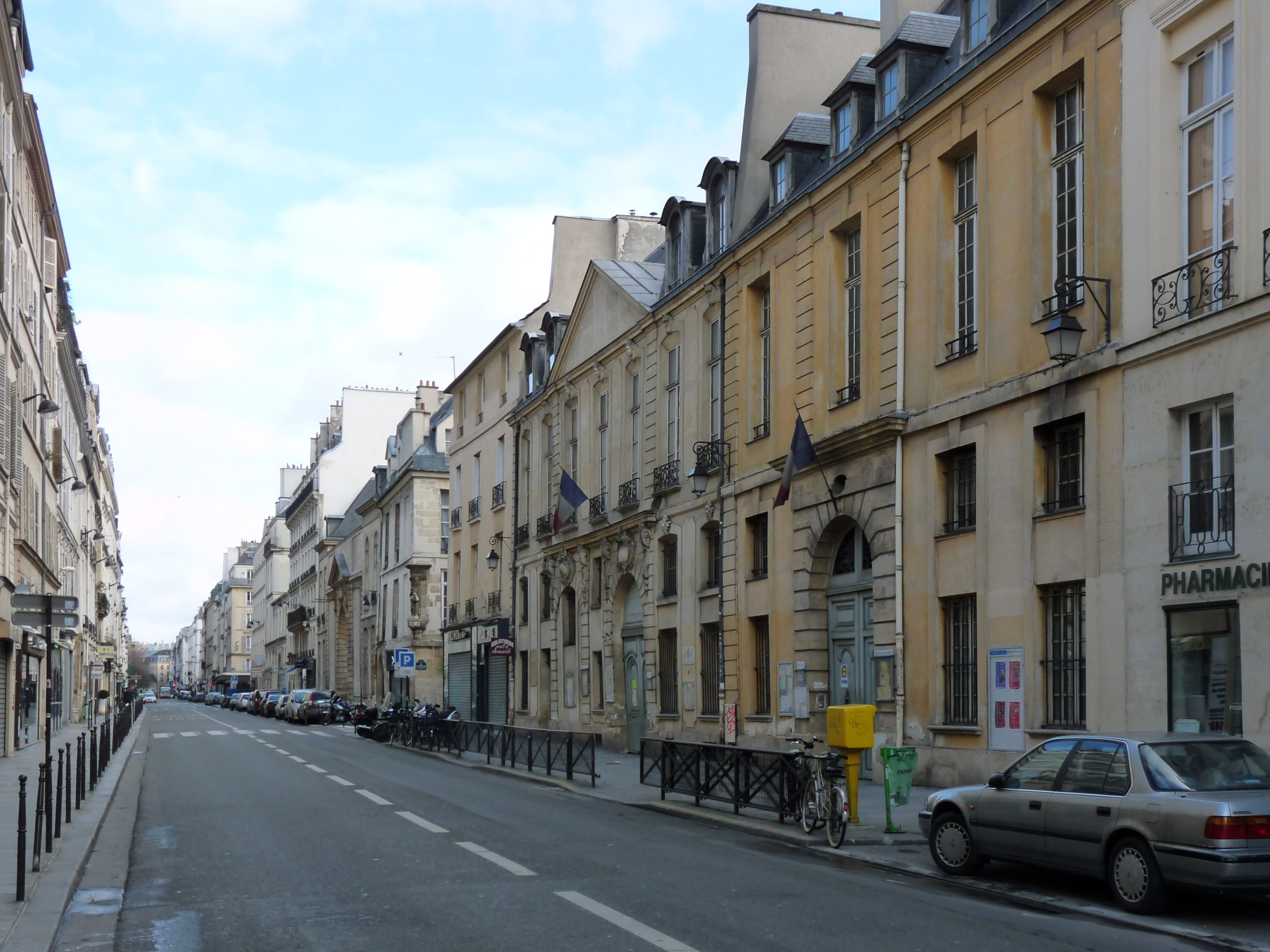
Rue de Turenne

Un biglietto anonimo avverte la polizia che è stato bruciato un cadavere presso il domicilio del rilegatore di libri Frans Steuvels, in rue de Turenne. La stessa sera, Maigret lo arresta, anche se lui nega di saperne alcunché. Sono stati però trovati due denti umani nella sua caldaia.
Mentre aspetta l'ora per il suo appuntamento da un dottore, la signora Maigret siede su una panchina di square d'Anvers, dove una giovane donna le chiede di badare un minuto a suo figlio di due anni e si allontana. Preoccupata per la gallina che sta cuocendo a casa, malgrado dopo due ore la madre del bambino non sia ancora tornata, lei non si sente di allontanarsi per telefonare a Maigret, pensando che la madre potrebbe arrivare e, non vedendola, disperarsi. Alla fine però, la donna arriva in taxi e senza scendere chiama il bambino e va via, senza dare spiegazioni.
Di Steuvels si sa che ha una moglie, Fernande, la quale prima di sposarsi era giunta a Parigi come domestica ed vi era diventata invece prostituta. In questi giorni è andata a Concarneau, da parenti malati.
Intanto al commissariato arriva il "giovane" Lapointe, nuovo acquisto della squadra, giunto in città da Meulan-en-Yvelines con la sorella Germaine. Nel presentarsi a vicenda, il commissario sembra quasi interrogarlo.
Maigret scopre che nel laboratorio di rilegatura un'enorme valigia è sparita e che nell'armadio un abito blu è sporco di sangue, anche se Steuvels nega di averlo mai visto. Anche interrogare Fernande sembra non portare a niente. Inoltre lui sospetta che lo strano caso della moglie costretta ad aspettare con il bambino sia collegato. Scopre quindi che la giovane donna è Gloria Lotti, governante della contessa Panetti, ricca vedova italiana, scomparsa recentemente. Gloria vive con un certo Levine (conosciuto anche come Schwartz, ma che in realtà si chiama Sarkistian), il quale ha ucciso la contessa per rubarle i gioielli, con due complici: l'ex-genero della contessa, Krynker, che da quanto ha divorziato è rimasto al verde, e Alfred Moss, che in realtà è il fratello di Steuvels. I gioielli però non erano dove si aspettavano e non hanno potuto prenderli. I tre uomini, la stessa notte dell'omicidio, si erano quindi recati da Steuvels con il pretesto di falsificare un passaporto, ma con il piano di uccidere Krynker, che poi è stato bruciato nella caldaia. In quanto a Fernande, è stata allontanata con un telegramma da Concarneau.
La responsabilità di Steuvels è quindi ridotta, tuttavia resta in carcere, dove, chissà, forse avvierà un laboratorio di rilegatura. In quanto ai membri della banda, Levine viene trovato un mese più tardi, e due giorni dopo anche Gloria, che si rifiuta di rivelare il nome dei contadini a cui ha affidato il figlio. Quanto a Moss per quattro anni il suo nome resta nei bollettini della polizia tra i ricercati, poi un giorno si scopre che un clown suicida era lui. I gioielli invece sono sempre rimasti nella camera d'albergo dove viveva la contessa.

## Edizioni
Il romanzo è stato pubblicato per la prima volta presso l'editore Presses de la Cité nel 1949.
In Italia è apparso per la prima volta nel 1955, tradotto da Torquato Padovani e pubblicato da Mondadori nella collana "Il girasole. Biblioteca economica Mondadori" (n° 32). Sempre per lo stesso editore è stato ripubblicato in altre collane o raccolte tra gli anni sessanta e novanta (dal 1990 nella traduzione di Marianna Basile). Nel 2002 il romanzo è stato pubblicato presso Adelphi, sempre con il titolo L'amica della signora Maigret, tradotto da Massimo Scotti, nella collana dedicata al commissario (parte de "gli Adelphi", al n° 218).

## Film e televisione
Tre adattamenti del romanzo sono stati fatti per la televisione:
- Episodio dal titolo The White Hat, facente parte della serie televisiva Maigret, trasmesso per la prima volta sulla BBC l'8 gennaio 1962, con Rupert Davies nel ruolo del commissario Maigret.
- Episodio dal titolo De vriendin van mevrouw Maigret, di una serie televisiva olandese in 6 puntate, trasmesso per la prima volta il 26 marzo 1965, con Kees Brusse nel ruolo del commissario Maigret.
- Episodio dal titolo L'Amie de Madame Maigret, facente parte della serie televisiva Les enquêtes du commissaire Maigret per la regia di Marcel Cravenne, trasmesso per la prima volta su Antenne 2 il 3 settembre 1977, con Jean Richard nel ruolo del commissario Maigret.